# 特雷格
特雷格（法語：Trégueux，法語發音：[tʁeɡø] ⓘ）是法国阿摩尔滨海省的一个市镇，位于该省中部，属于圣布里厄区，也是圣布里厄城市公共社区的一部分。

## 地理
特雷格（48°29'26"N, 2°44'17"W）面积14.57 平方千米，位于法国布列塔尼大區阿摩尔滨海省，该省份为法国西北部沿海省份，位于布列塔尼半岛北部，北濒大西洋英吉利海峡，西接菲尼斯泰尔省，南至莫尔比昂省，东临伊勒-维莱讷省。
与特雷格接壤的市镇（或旧市镇、城区）包括：圣布里厄、普莱德朗、朗格、普卢弗拉冈、伊菲尼亚克。

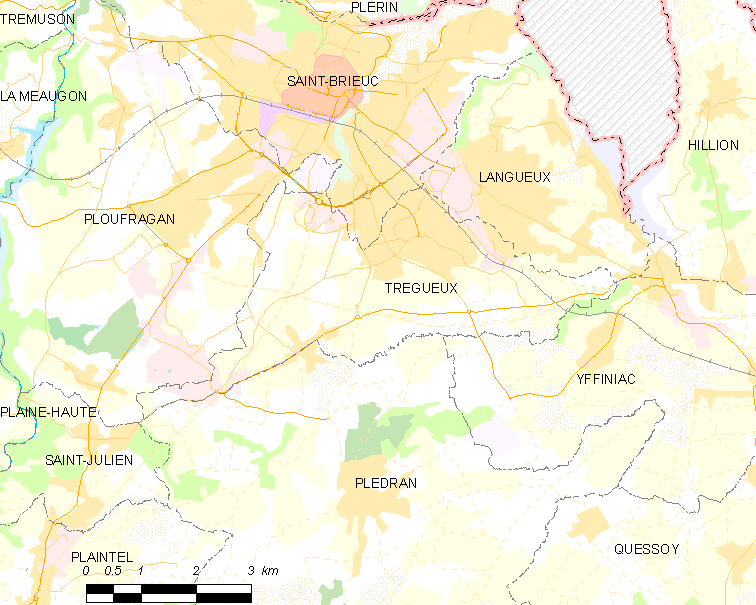
特雷格的OSM定位图

特雷格的时区为UTC+01:00、UTC+02:00（夏令时）。

## 行政
特雷格的邮政编码为22950，INSEE市镇编码为22360。

## 政治
特雷格所属的省级选区为特雷格县。

## 人口

1962-2008年间特雷格人口变化图示

特雷格于2022年1月1日时的人口数量为8462人。